# New Worlds
New Worlds fue una revista británica de ciencia ficción publicada entre 1946 y 1971. En estos 25 años se publicaron 201 números. New Words ganó un Premio Hugo a la mejor revista profesional, de sus seis nominaciones, en 1957.

## 1946-1963, John Carnell
La primera época de la revista corresponde a la comprendida entre los años 1946 y 1963, años en los que fue editada por John Carnell siguiendo una política y estilo muy similares a los de Astounding Science Fiction.
Alguno de los autores publicados fueron Brian W. Aldiss y J.G. Ballard.
En 1960 se llegaron a publicar cinco números en Estados Unidos.

## 1963-1971, Michael Moorcock
La segunda época de la revista, sin embargo, fue la más importante (si bien, irónicamente, coincidió con sus mayores problemas de distribución). Durante esta segunda época el puesto de editor recayó en Michael Moorcock, siendo fundamental para el nacimiento de la nueva ola.
La revista se convirtió en algo más parecido a una revista literaria con un trato muy estrecho con Ambit, otra revista literaria londinense. En cuanto a la temática, se desligó de la línea anterior y, de una ciencia ficción al estilo de John W. Campbell, se pasó a otra muy distinta, denominada "ciencia ficción especulativa". Los temas tratados iban desde las experiencias con drogas psicodélicas hasta los medios de comunicación de masas pasando por las teorías de Marshall McLuhan o por la liberación sexual.
Esta temática atrajo a una nueva hornada de autores entre los que se puede mencionar Norman Spinrad (cuya novela Incordie a Jack Barron dificultó la distribución), Harlan Ellison, Philip José Farmer, M. John Harrison, Pamela Zoline, J. Barrington Bayley, John Sladek e incluso un temprano Terry Pratchett.
Una particularidad de la revista fueron las aventuras de Jerry Cornelius, personaje creado por Moorcock, pero cuyas historias eran en ocasiones escritas por otros autores.

## Después de 1971
Tras la desaparición de la revista, se publicaron una serie de diez libros de bolsillo que imitaban el estilo de la publicación periódica, con artículos e ilustraciones. Aun cuando no tuvieron una publicación regular, recibieron el nombre de New Worlds Quarterly y están considerados por los coleccionistas como los números 202 a 211.
Posteriormente, bajo el nombre New Worlds se editó otra revista. Su publicación fue irregular, pero su numeración comenzó en la 212.
Por último, el nombre New Worlds volvió a corresponder a una colección de libros, pero esta vez con el formato de libros comerciales de bolsillo.

## Lista de editores
- John Carnell (1946 - 1964)
- Michael Moorcock (1964 - 1968)
- Michael Moorcock, James Sallis (1968 - 1969)
- Michael Moorcock, James Sallis, Charles Platt (1969)
- Michael Moorcock, Charles Platt (1969)
- Langdon Jones (1969)
- Charles Platt (1969)
- Michael Moorcock (1969)
- Charles Platt, Graham Charnock (1969)
- Charles Platt (1970 - 1971)

- Este artículo es una obra derivada de «New Worlds» por editores de Alt64-wiki, disponible bajo la licencia GNU Free Documentation License 1.3 o superior.

- Datos: Q3027727